# Moecotic
moecotic（モエコティック）、室井萌（むろいもえ）は女性シンガー。
moecoticとして2007年7月活動を開始。2008年初ライブを行う。2011年より活動休止したが、2013年にソロで活動を再開。
2018年4月、室井萌に改名した。

## プロフィール
幼少期からクラシック、ロック、ポップス（洋楽）に触れる。The Spencer Davis GroupのKeep On Runningに出会い衝撃を受けたことから、60年代洋楽ロックを愛する。
2004年頃からレコード収集・クラブイベントでDJ活動を開始。

### シンガーとしての活動
2007年mixiコミュニティから始まった女性アーティスト集団GLORY GO!GO! GIRLSのCDオーディションをきっかけにシンガーとしての活動を開始。GLORY GO!GO! GIRLSは集団で歌う曲は殆どなく、１曲につき１名をメインボーカルに置くスタイルをとっていた。
全国発売した全てのCDにメインボーカルとして参加し、amazonインディーズ予約ランキングで１位を獲得。モエコティックは、グループの中心メンバーになる。
2008年に初ライブを行ってから、東京大マラソン祭り、山形日本一の芋煮会フェス、麻布十番祭り、渋谷ハチ公前イベントなど多数の有名イベントのメインステージに出演し、フリーライブを中心にライブ活動を行う。
2010年5月ソロ名義としては初の60-70年代洋楽カバーアルバム「First Select Shop」を全国発売。 全国のイトーヨーカドー45店舗で展開を行うアクセサリーショップ｢NIREY｣にてBGMとして起用される。
カラオケ楽曲は、JOY SOUNDにGLORY GO!GO! GIRLS名義で「GLORY GO!GO!GIRLS」、「PARTY!PARTY!」、ソロ名義で「うらら」、カラオケの鉄人限定で「COLORFUL DAILY LIFE」がPV付きで楽曲登録されている。
複数の作曲者から楽曲提供を受け、作詞は自身で行っている。

### シンガー以外の活動
ナレーター、MCとしても活動。2011年1月よりフリーライブ情報サイト「Pre☆Dia」にてネットラジオのパーソナリティーを務めた。（現在サイトは閉鎖）

## 活動復帰
2010年に活動休止をしたが、2013年10月に大塚ALL IN FUNで人生初のワンマンライブにて活動復帰。
復帰後は、2014年4月渋谷JZ Bratツーマンライブ、2014年9月恵比寿天窓Switchワンマンライブ、2015年9月吉祥寺スターパインズカフェのワンマンライブなど精力的な活動を行う。2019年出産後、歌詞提供・プリクラ機器用楽曲の歌唱（プリムービー）・婚礼用ムービー・プロジェクションマッピングの歌唱などを行っている。

## ディスコグラフィー

### CD（GLORY GO!GO! GIRLS）
| 序数 | 公開日         | 楽曲名（アルバムタイトル）                          |
| ---- | -------------- | --------------------------------------------------- |
| 1    | 2007年7月27日  | "Glory Go!Go! Girls"（ALL GIRLS ARE LEADING ROLES） |
| 2    | 2008年8月26日  | "うらら"、"ランデブーサン"（SPACE MONKEY ANSWERS）  |
| 3    | 2009年11月24日 | "Colorful Daily Life"（PARTY!PARTY!）               |

### PV（GLORY GO!GO! GIRLS）
| 序数 | 公開日         | 題名                | 撮影・監督   |
| ---- | -------------- | ------------------- | ------------ |
| 1    | 2008年8月26日  | うらら              | 小林基己     |
| 2    | 2009年12月10日 | Colorful Daily Life | Cleared Blue |

### ソロ
| 序数 | 公開日        | 題名                              |
| ---- | ------------- | --------------------------------- |
| 1    | 2010年5月21日 | FIRST SELECT SHOP                 |
| 2    | 2011年4月29日 | YESTERDAY AND TODAY（期間限定）   |
| 3    | 2014年4月7日  | SUPER BUS（ライブ会場・通販限定） |

## サポートメンバー（CD・ライブ）
- 佐野篤
- 佐野聡
- 多田暁
- 津田悠佑
- 駒沢れお
- 扇田裕太郎
- 小澤敏也
- 松田信男
- THE FROCKS
- 出雲亮一
- 杉山つよし
- 村田暢宏
- 渡辺ケイジ
- 星山哲也
- 藤井理央
- 福本宇壮
- 大森真理子
- 西山太郎

## 主な出演フリーライブ
- 東京大マラソン祭り
- 麻布十番祭り
- 横田基地友好祭
- 渋谷パラダイス（渋谷ハチ公前広場）
- 天王洲アイル夏祭り
- イオンモール幕張新都心
- 三井アウトレットパーク多摩南大沢
- 日本一の芋煮フェスティバル

他